# Xolmis
Xolmis Boie, 1826 è un genere di uccelli passeriformi della famiglia Tyrannidae.

## Descrizione

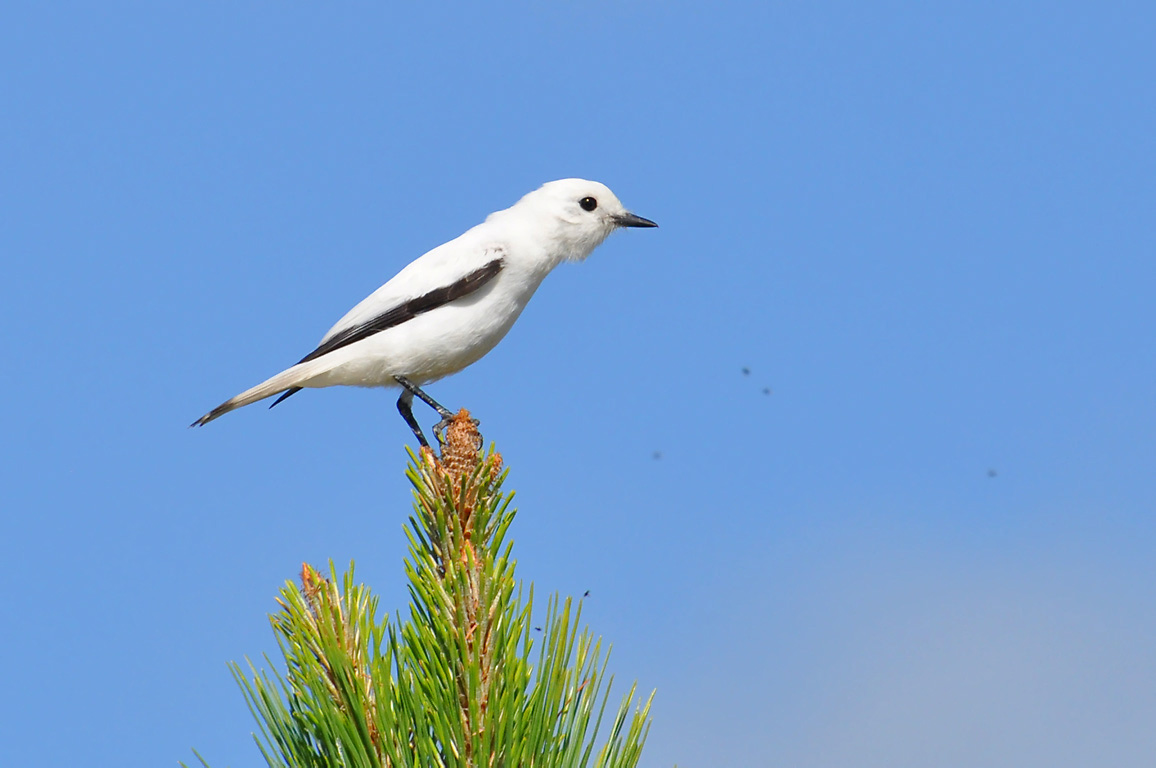
Xolmis irrupero nel comune di Mostardas, Rio Grande do Sul, Brasile

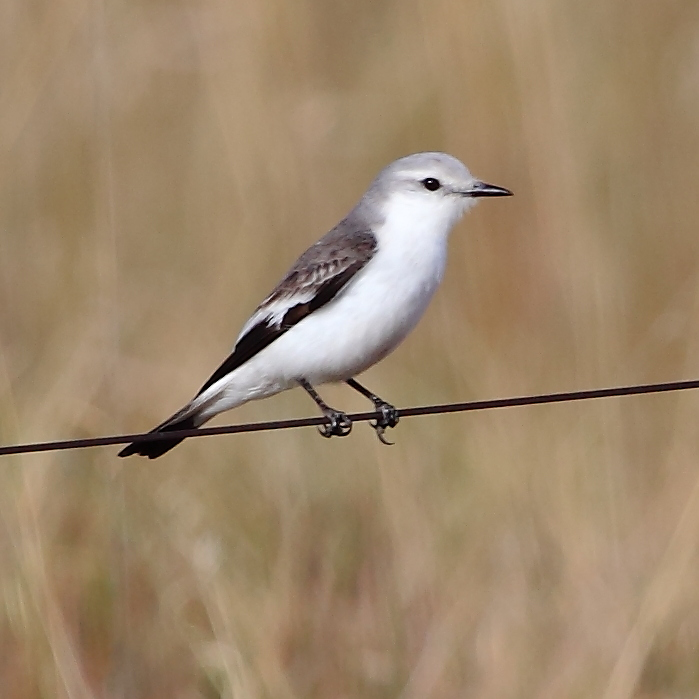
Xolmis velatus nel parco nazionale Chapada dos Veadeiros, Goiás, Brasile

Gli uccelli di questo generi hanno una lunghezza tra i 17 e i 19,5 cm, le loro piume e penne sono bianche, grige e nere.

## Areale
L'areale del genere copre gran parte del Brasile, dell'Argentina e della Bolivia, oltre ad essere presente su tutto il territorio dell'Uruguay e del Paraguay.

## Tassonomia
In precedenza, nel genere venivano comprese 7 specie distinte, però due studi genetici pubblicati nel 2020 determinarono che il taxon non era monofiletico, in seguito a questo venne rivista la classificazione di 5 delle specie che appartenevano a Xolmis, le specie che fanno ancora parte di Xolmissono due:
- Xolmis velatus (Lichtenstein, 1823) - monjita groppabianca
- Xolmis irupero (Vieillot, 1823)

Le altre specie che in precedenza facevano parte della famiglia sono state spostate in diversi generi.
- Xolmis pyrope (Kittlitz, 1830) è stata trasferita in Pyrope, un genere monotipico.
- Xolmis cinereus (Vieillot, 1816) in Nengetus.
- Xolmis coronatus (Vieillot, 1823), Xolmis rubetra (Burmeister, 1860), e Xolmis salinarum Nores & Yzurieta, 1979 sono state ricollocate in Neoxolmis.
- Xolmis dominicanus (Vieillot, 1823) in Heteroxolmis.